# Алеф (слово семитских алфабета)
Алеф је прво слово семитских абџад алфабета, укључујући феничански алеп (Alep), сиријачки алаф (ܐ, 'Ālaph), хебрејски алеф (א, Aleph) арамејски алап (Ālap) и арапски алиф (ا, Alif).
Из египатског хијероглифа који представља главу бика изведено је феничанско слово алеп, из којег су касније настала грчко слово алфа (Α), која не представља глоталну паузу, већ вокал, а уз њу и латинично A и ћирилично А.
У фонетици, алеф је изворно глотална пауза, често транскрибована као ', која се темељи на грчком spiritus lenis ʼ, као на пример, у транскрипцији самог слова, ʾālef.

## Настанак
Име слова alef настало је од западносемитске речи „бик“, док облик слова потиче из протосинајског знака, који се заснива на хијероглифу 
| F1 |

 који представља главу бика.
| F1 |

| F1 |

У савременом књижевном арапском језику, реч أليف (alīf) буквално значи укроћен или близак, настало од корена (ء ل ف*), чији глагол ألِفَ ('alifa) значи бити упознат са, бити близак са.

## Арапски
Алиф се пише ا, изговара се ألف и транскрибује се 'alif, и оно представља прво слово арапског алфабета. Заједно са хебрејским алефом, грчком алфом, и латиничким A, настао је из феничанског ʾāleph, из реконструисаног прото-канаанског ʾalp „бик“.
Алиф се пише на један од следећих начина, у зависности од његове позиције у речи:
| Позиција у речи | Самостална | Крајња | Средишња | Почетна |
| --------------- | ---------- | ------ | -------- | ------- |
| Облик графеме   | ا‎          | ـا‎     | ـا‎       | ا‎       |

### Арапске варијанте
Историјски гледано, ово слово се користило или као дуго ā, или као глотална пауза '. Ово је довело до [[правописна транскрипција|ортографске забуне, и до увођења додатног слова, hamzat qaṭ‘ ﺀ. Хамза се не сматра потпуним словом у арапској ортографији: у већини случајева јавља се на носиоцу, било на wāw (ؤ), yā’ без дијакритичких тачака (ئ), или на алифу. Избор носиоца зависи од компликованих ортографских правила. Alif إ أ је једини носилац на коме се може појавити fatḥa. Он је такође једини могући носилац на коме хамза представља прву фонему у речи. У случајевима када је алиф носилац хамзе, она се додаје изнад њега, или у случају alif-kasra, испод њега, тиме потврђујући да слово које се тако понаша, заиста означава глоталну паузу, а не дуги вокал.
Други облик хамзе, hamzat waṣl (همزة وصل), јавља се само као почетна фонема конструкције одређени члан и у неким сличним случајевима. Разликује се од hamzat qaṭ‘ по томе што се изоставља после вокала који јој претходи. И у овом случају, алиф је њен једини носилац.
Alif madda је, такорећи, двоструки алиф, који заједно представља глоталну тачку и дуги вокал: آ (крајње ـآ) ’ā, као на пример у آخر āẖir 'последњи'. „Постало је стандардно да се хамза коју следи дуго ā пише као два алифа, један вертикалан и други хоризонталан.“ (са знаком „madda“, који представља хоризонтални алиф).
Сломљени алиф, alif maqṣūra (ألف مقصورة), у Египту познат као alif layyina (ألف لينة, 'флексибилни алиф'), изгледа као yā’ без дијакритичких тачака ى (крајњи облик ـى) и може се појавити само на крају речи. Иако се разликује од стандардног алифа, он представља исти глас а, често изговорен као кратак вокал. Приликом писања, alif maqṣūra се не разликује од персијског слова ye или арапског yā’, као што је случај у Египту, Судану и околним државама. Alif maqsura се транскрибује као á у ALA-LC систему за транскрипцију, ā у DIN 31635, [à] грешка: {{transl}}: непрепознати стандард транслитерације: iso 233-2 (помоћ) у ISO 233-2, и [ỳ] грешка: {{transl}}: непрепознати стандард транслитерације: iso 233 (помоћ) у ISO 233.
| Број кода | Самостални | Крајњи | Средњи | Почетни                                                                | Име знака у уникод систему |
| --------- | ---------- | ------ | ------ | ---------------------------------------------------------------------- | -------------------------- |
| U+0622    | آ‎          | ـآ‎     | ـآ‎     | آ‎ \|style="text-align:left"\| ARABIC LETTER ALEF WITH MADDA ABOVE      |                            |
| U+0623    | أ‎          | ـأ‎     | ـأ‎     | أ‎ \|style="text-align:left"\| ARABIC LETTER ALEF WITH HAMZA ABOVE      |                            |
| U+0625    | إ‎          | ـإ‎     | ـإ‎     | إ‎ \|style="text-align:left"\| ARABIC LETTER ALEF WITH HAMZA BELOW      |                            |
| U+0627    | ا‎          | ـا‎     | ـا‎     | ا‎ \|style="text-align:left"\| ARABIC LETTER ALEF                       |                            |
| U+0671    | ٱ‎          | ـٱ‎     | ـٱ‎     | ٱ‎ \|style="text-align:left"\| ARABIC LETTER ALEF WASLA                 |                            |
| U+0672    | ٲ‎          | ـٲ‎     | ـٲ‎     | ٲ‎ \|style="text-align:left"\| ARABIC LETTER ALEF WITH WAVY HAMZA ABOVE |                            |
| U+0673    | ٳ‎          | ـٳ‎     | ـٳ‎     | ٳ‎ \|style="text-align:left"\| ARABIC LETTER ALEF WITH WAVY HAMZA BELOW |                            |
| U+0675    | ٵ‎          | ـٵ‎     | ـٵ‎     | ٵ‎ \|style="text-align:left"\| ARABIC LETTER HIGH HAMZA ALEF            |                            |

## Кодови знакова
| Знак                      | א                  | א                  | ا                  | ا                  | ܐ                   | ܐ                   | ࠀ                     | ࠀ                     | 𐎀                    | 𐎀                    | 𐤀                     | 𐤀                     | ℵ           | ℵ              |
| ------------------------- | ------------------ | ------------------ | ------------------ | ------------------ | ------------------- | ------------------- | --------------------- | --------------------- | -------------------- | -------------------- | --------------------- | --------------------- | ----------- | -------------- |
| Назив у Уникоду           | HEBREW LETTER ALEF | HEBREW LETTER ALEF | ARABIC LETTER ALIF | ARABIC LETTER ALIF | SYRIAC LETTER ALAPH | SYRIAC LETTER ALAPH | SAMARITAN LETTER ALAF | SAMARITAN LETTER ALAF | UGARITIC LETTER ALPA | UGARITIC LETTER ALPA | PHOENICIAN LETTER ALF | PHOENICIAN LETTER ALF | ALEF SYMBOL | ALEF SYMBOL    |
| Врста кодирања            | децимална          | хексадецимална     | децимална          | хексадецимална     | децимална           | хексадецимална      | децимална             | хексадецимална        | децимална            | хексадецимална       | децимална             | хексадецимална        | децимална   | хексадецимална |
| Уникод                    | 1488               | U+05D0             | 1575               | U+0627             | 1808                | U+0710              | 2048                  | U+0800                | 66432                | U+10380              | 67840                 | U+10900               | 8501        | U+2135         |
| UTF-8                     | 215 144            | D7 90              | 216 167            | D8 A7              | 220 144             | DC 90               | 224 160 128           | E0 A0 80              | 240 144 142 128      | F0 90 8E 80          | 240 144 164 128       | F0 90 A4 80           | 226 132 181 | E2 84 B5       |
| UTF-16                    | 1488               | 05D0               | 1575               | 0627               | 1808                | 0710                | 2048                  | 0800                  | 55296 57216          | D800 DF80            | 55298 56576           | D802 DD00             | 8501        | 2135           |
| Нумеричка референца знака | &#1488;            | &#x5D0;            | &#1575;            | &#x627;            | &#1808;             | &#x710;             | &#2048;               | &#x800;               | &#66432;             | &#x10380;            | &#67840;              | &#x10900;             | &#8501;     | &#x2135;       |
| Нумеричка референца знака |                    |                    |                    |                    |                     |                     |                       |                       |                      |                      |                       |                       | &alefsym;   | &alefsym;      |